# Władcy Wirtembergii

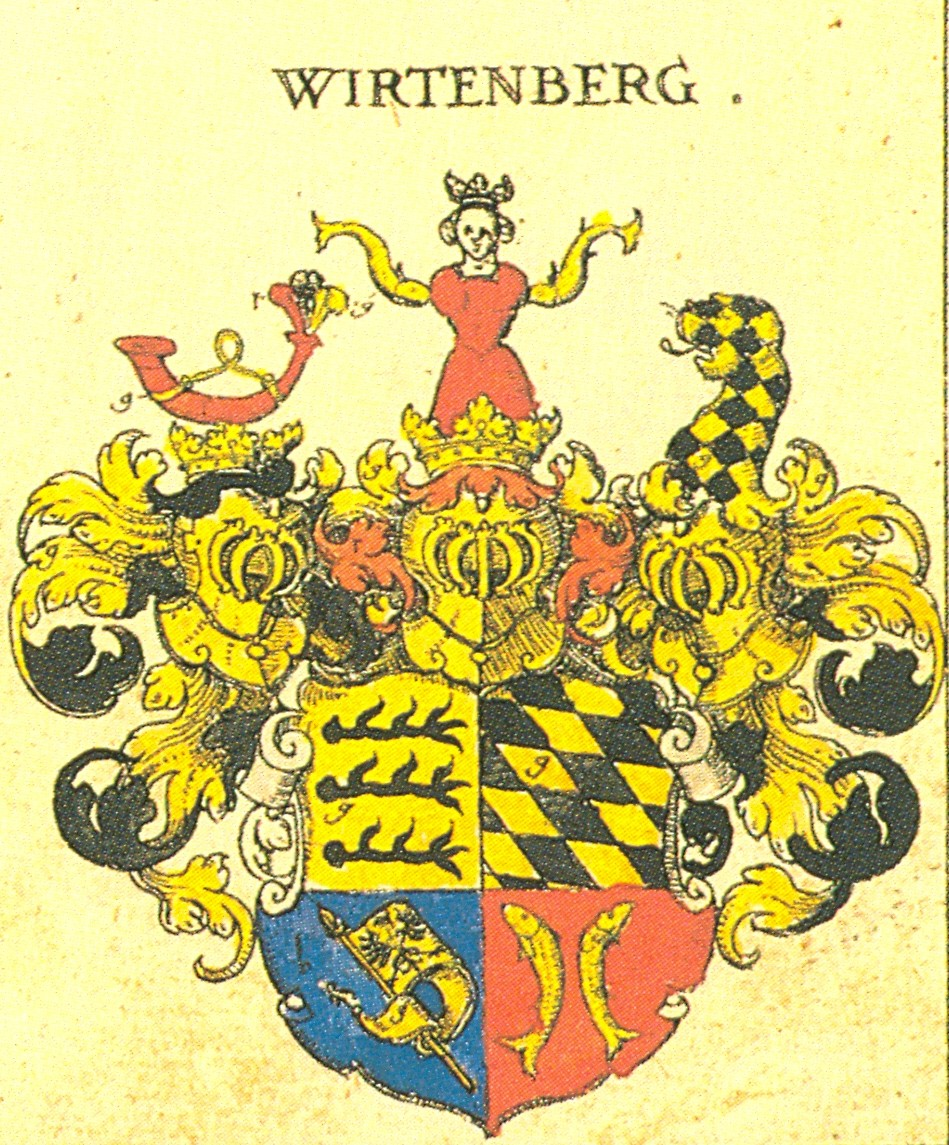
Herb książąt Wirtembergii w herbarzu J. Siebmachera, 1605

Hrabiowie, książęta i królowie Wirtembergii z  dynastii Wirtembergów.

## Hrabiowie wirtemberscy
- 1081–1110 – Konrad I
- 1110–1143 – Konrad II
- 1143–1158 – Ludwik I
- 1158–1181 – Ludwik II
- 1181–1240 – Hartmann I
- 1194–1241 – Ludwik III
- 1241–1265 – Ulryk I Założyciel
- 1265–1279 – Ulryk II (syn)
- 1279–1325 – Eberhard I Dostojny (brat)
- 1325–1344 – Ulryk III (syn)
- 1344–1362 – Ulryk IV Młodszy (syn, abdykował, zm. 1366)
- 1344–1392 – Eberhard II Kłótnik (brat)
- 1392–1417 – Eberhard III Łagodny (wnuk)
- 1417–1419 – Eberhard IV Młodszy (syn)

1419 – podział hrabstwa

### Linia naStuttgarcie
- 1419–1480 – Ulryk V Umiłowany (syn, otrzymał Stuttgart po podziale 1442)
- 1480–1482 – Eberhard VI Młodszy (syn, abdykował, zjednoczenie z Urach)

### Linia naUrach
- 1419–1450 – Ludwik I Starszy (syn Eberharda IV w Urach od 1442)
- 1450–1457 – Ludwik II Młodszy (syn)
- 1457-1495 – Eberhard V (I) Brodaty (brat, od 1482 Stuttgart, od 1495 książę - patrz niżej)

## Książęta wirtemberscy
- 1495–1496 – Eberhard V (I) Brodaty (brat, od 1482 Stuttgart, od 1495 książę)
- 1496–1498 – Eberhard II Młodszy (przedtem Eberhard VI ze Stuttgartu, usunięty, zm. 1504)
- 1498–1550 – Ulryk (bratanek)
- 1550–1568 – Krzysztof (syn)
- 1568–1593 – Ludwik III (syn)
- 1593–1608 – Fryderyk I z Montbeliard (bratanek Ulryka)
- 1608–1628 – Jan Fryderyk (syn)
- 1628–1674 – Eberhard III (syn)
- 1674–1677 – Wilhelm Ludwik (syn)
- 1677–1733 – Eberhard Ludwik (syn)
- 1733–1737 – Karol Aleksander (wnuk Eberharda III)
- 1737–1793 – Karol Eugeniusz (syn)
- 1793–1795 – Ludwik Eugeniusz (brat)
- 1795–1797 – Fryderyk Eugeniusz (brat)
- 1797–1803 – Fryderyk II (I) (syn; od 1803 elektor, od 1806 król - patrz niżej)

## Elektorzy Wirtembergii
- 1803–1806 – Fryderyk II (I) (od 1806 król)

## Królowie wirtemberscy
- 1806–1816 – Fryderyk II (I)
- 1816–1864 – Wilhelm I (syn)
- 1864–1891 – Karol (syn)
- 1891–1918 – Wilhelm II (prawnuk Fryderyka I, usunięty, zm. 1921)
- od 1918 republika.